# Emmy von Rhoden

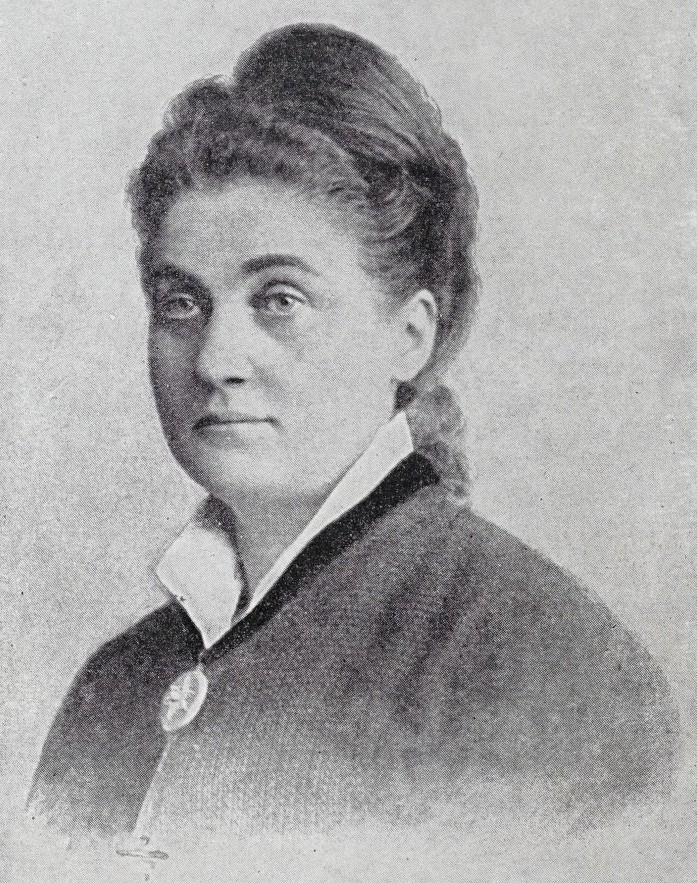
Emmy von Rhoden - Fotografie (rond 1880)

Emmy von Rhoden (eigenlijk Emilie Auguste Karoline Henriette Friedrich nee Kühne; 15 november 1829, Magdeburg - 7 april 1885, Dresden) was een Duitse schrijver.

## Leven
"Emmy von Rhoden" was het pseudoniem van Emmy Friedrich, een dochter van de bankier August Friedrich Kühne en zijn vrouw Henriette Friederike, geb. Rudeloff. In 1854, op 25-jarige leeftijd, trouwde ze met de schrijver en journalist Hermann Friedrich Friedrich. Bij hem had ze een zoon en een dochter, de latere schrijver Else Wildhagen.
Toen haar man in 1867 werd benoemd tot hoofdredacteur van de Berliner Gerichtszeitung, volgde ze hem met de kinderen naar de hoofdstad. In 1872 vestigde zij zich in Eisenach, van 1876 tot 1885 woonde en werkte zij in Leipzig. Haar laatste levensdagen bracht Emmy von Rhoden door in Dresden, waar ze in 1885 op 55-jarige leeftijd stierf.

## Werken

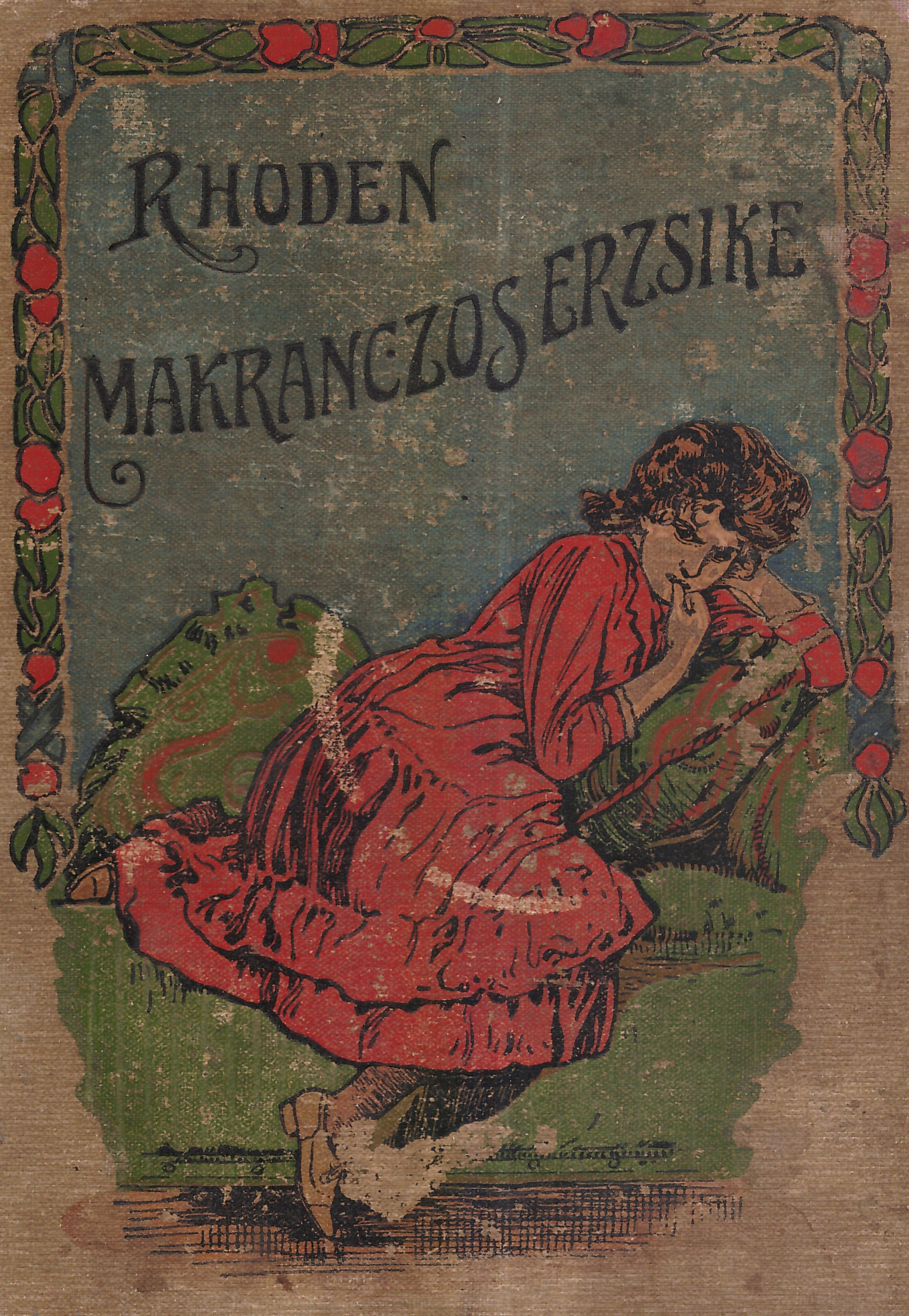
Der Trotzkopf (Stijfkopje) (Hongaarse editie)

Het literaire oeuvre van von Rhoden bestaat grotendeels uit korte verhalen die zijn gepubliceerd in het Familienbuch des österreichischen Lloyd en in het Berlijnse tijdschrift Victoria. Ze is vooral bekend als auteur van de roman Der Trotzkopf (Stijfkopje), dat een paar weken na haar dood gepubliceerd werd. Het boek was een groot succes en werd vertaald naar minstens 10 talen, waaronder het Nederlands. In de jaren 50 en 60 verschenen verschillende adaptaties van Stijfkopje, onder andere geschreven door H.P. van den Aardweg.
Vanwege het succes schreef Emmy van Rhoden's dochter Else Wildhagen twee vervolgjes: Aus Trotzkopf Brautzeit (Stijfkopje verloofd) en Aus Trotzkopfs Ehe. De Nederlandse schrijver Suze la Chapelle-Roobol (1855-1923) beëindigde de reeks met de band Stijfkopje als grootmoeder. De roman hoort in Duitsland bij de meest verkochte boeken van een Nederlandse auteur.
De eerste twee delen van tetralogie vormden in 1983 het sjabloon voor de achtdelige televisieserie Der Trotzkopf geproduceerd door de Bayerischer Rundfunk.